# Květa Hrušková
Květa Hrušková (* 25. Juni 1925; † 30. Januar 2012) war eine tschechoslowakische Tischtennisspielerin. Sie gewann in den 1940er und 1950er Jahren bei Weltmeisterschaften drei Silbermedaillen.

## Werdegang
Květa Hrušková wurde sechsmal nationale tschechoslowakische Meisterin, 1952 und 1957 im Einzel, 1954 und 1957 im Doppel sowie 1952 und 1954 im Mixed. Dazu kommt mit dem Team von TSK Racek die Mannschaftsmeisterschaft in den Jahren 1947 und 1948.
Zwischen 1947 und 1953 nahm sie viermal an Weltmeisterschaften teil. 1949 erreichte sie im Einzel das Endspiel, in dem sie gegen die Ungarin Gizella Farkas verlor. Auch im Mixed mit Bohumil Váňa  wurde sie Zweiter hinter den Ungarn Ferenc Sidó/Gizella Farkas. Ein Jahr später, 1950, standen sich im Mixed-Finale die gleichen Paarungen gegenüber, wieder behielten die Ungarn die Oberhand. Bei dieser WM 1950 gewann sie noch Bronze im Doppel mit Eliška Krejčová und im Mannschaftswettbewerb. 1949 belegte Květa Hrušková in der ITTF-Weltrangliste Platz vier.
1964 beendete Květa Hrušková ihre Laufbahn als Leistungssportlerin. 25 Jahre später spielte sie wieder in Veteranenturnieren.

## Turnierergebnisse
| Verband | Veranstaltung     | Jahr | Ort       | Land | Einzel        | Doppel        | Mixed         | Team |
| ------- | ----------------- | ---- | --------- | ---- | ------------- | ------------- | ------------- | ---- |
| TCH     | Weltmeisterschaft | 1953 | Bukarest  | ROU  | letzte 16     | Viertelfinale | Viertelfinale | 5    |
| TCH     | Weltmeisterschaft | 1950 | Budapest  | HUN  | Viertelfinale | Halbfinale    | Silber        | 3    |
| TCH     | Weltmeisterschaft | 1949 | Stockholm | SWE  | Silber        | letzte 16     | Silber        | 5    |
| TCH     | Weltmeisterschaft | 1947 | Paris     | FRA  | Viertelfinale | Viertelfinale | Viertelfinale |      |